# Endotheniini
Los endoteninos (Endotheniini) son una tribu de lepidópteros ditrisios de la familia Tortricidae.

## Géneros
- Endothenia
- Hulda
- Saliciphaga
- Taniva
- Tia